# Gun (Limburg)
Gun is een buurtschap in Nederland ten noorden van Swolgen, vernoemd naar De Gun, het voormalig kasteel en tegenwoordig een hoeve Gunhof.
Gun bestaat uit een groepje boerderijen, gelegen tussen Swolgen en de buurtschap Megelsum.
Dorpen: America · Broekhuizen · Broekhuizenvorst · Evertsoord · Griendtsveen · Grubbenvorst · Hegelsom · Horst · Kronenberg · Lottum · Meerlo · Melderslo · Meterik · Sevenum · Swolgen · Tienray

Buurtschappen: Broek (Horst) · Broek (Sevenum) · Broekeind · Californië · Eikelenbosch · Elshout · Genenberg · Gun · Hazenhorst · De Hees · De Heide · Hei-Oostenrijk · Homberg · Houthuizen · Keuter · Legert · Lovendaal · Megelsum · Most · Ooijen · Osterbos · Raaiend · Schadijk · Steeg · De Steegh · Stokt · Tongerlo · Ulfterhoek · Veld-Oostenrijk · Vinkepas · De Vorst · Wielder · Zeelberg · Zwaanenheike · Zwarte Plak

Limburg: Steden en dorpen      Nederland: Provincies · Gemeenten